# Шемятовка
Шемятовка — исчезнувшая деревня в Починковском районе Смоленской области России. Находилась на территории современного Княжинского сельского поселения.

## География
Находилась в центральной части региона, в 4 верстах к югу от ещё оставшейся деревни Юры на ручье, впадающем в речку Тушемлю. Входила в Княжинский сельсовет Починковского района (сейчас Княжинское сельское поселение).

## История
В годы Великой Отечественной войны была оккупирована. В ходе  Смоленской операции 1943 года в освобождении Шемятовки участвовала 33 армия а
К 1993 году уже считалась прекратившей своё существование деревней.

## Инфраструктура
Было развито личное подсобное хозяйство.

## Транспорт
Просёлочные дороги.